# حوزه انتخابیه بیست‌وپنجم نیویورک

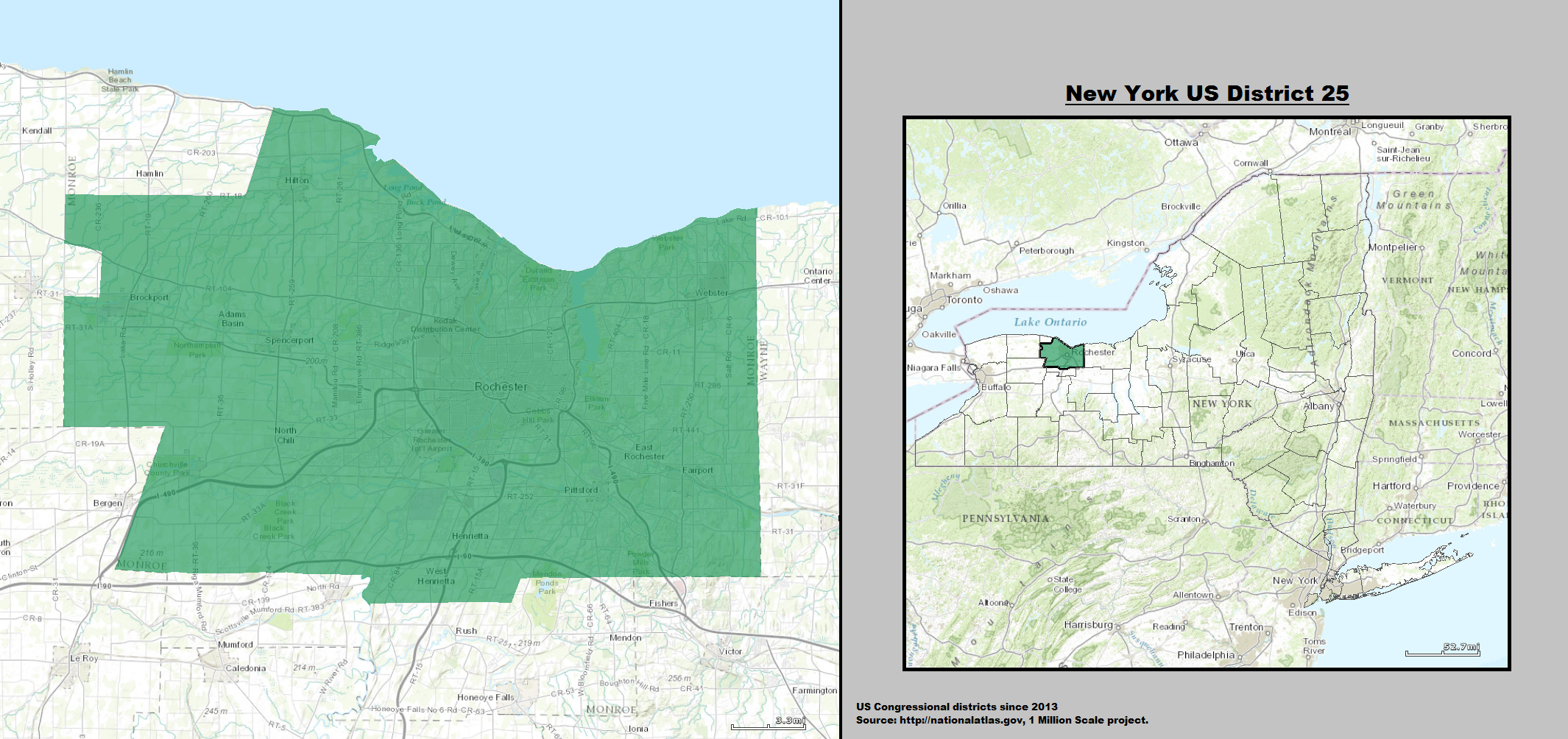
حوزه انتخابیه بیست‌و‌پنجم نیویورک

حوزه انتخابیه بیست‌وپنجم نیویورک یک حوزه انتخابیه مجلس نمایندگان آمریکا است که در ایالت نیویورک قرار دارد.